# プリンセスオリーブ
プリンセスオリーブは、両備フェリーが運用していた高速船。新岡山港（岡山県岡山市）と小豆島・土庄港（香川県土庄町）の航路に就航していた。

## 概要
- 1981年（昭和56年）就航。岡山港 - 土庄港の高速便で運用される。
- 1986年（昭和61年）3月1日 - 14日、および7月1日 - 7日に、日本国有鉄道宇高航路に臨時就航。急行便としてホーバークラフトのとびうおを補完している[2]。
- 1990年（平成2年）7月20日、航路を新岡山港 - 土庄港に変更[3]。
- 2005年 - 2006年頃に引退。